# NGC 6202
NGC 6202 (również NGC 6226, PGC 58847 lub UGC 10532) – galaktyka spiralna (S/P), znajdująca się w gwiazdozbiorze Smoka.
Odkrył ją Heinrich Louis d’Arrest 24 września 1862 roku. 9 lipca 1886 roku obserwował ją też Lewis A. Swift, jednak błędnie obliczył jej pozycję i skatalogował ją jako nowo odkryty obiekt. John Dreyer w swoim New General Catalogue skatalogował obserwację d’Arresta jako NGC 6226, a Swifta jako NGC 6202.